# Kōhei Yamashita
Kōhei Yamashita (山下公平?, Yamashita Kōhei; Osaka, 19 luglio 1993) è un giocatore di football americano giapponese che milita nel ruolo di centro nei Fujitsu Frontiers.

## Palmarès
- 7 Rice Bowl (Fujitsu Frontiers, 2016, 2017, 2018, 2019, 2021, 2022, 2023)